# أثينوجينس البتراء
أثينوجينس البتراء Athenogenes of Petra كان أسقف للبتراء ومتروبولي لإقليم فلسطين ترتيا في نهاية القرن السادس. وهو آخر أسقف معروف للبتراء قبل الفتح الإسلامي لفلسطين، عندما توقفت الأسقفية وخرجت البتراء نفسها من السجل التاريخي.
كان لأثينوجينيس اسم يوناني. كان ابن للمرأة أم داميانا، وكانت إحدى جداته تُدعى إيانيا. يقتبس يوحنا موسكوس، وهو كاتب معاصر (ربما بعد عام 604)، في كتابه Pratum spirituale، إشارة داميانا إلى ابنة أختها باعتبارها "ابنة أخت الإمبراطور موريس الأكثر إخلاصًا". فسر بول جوبيرت هذا المقطع على أنه يقول إن داميانا كانت أخت موريس وأثينوجينس ابن أخيه. يزعم إرنست هونيجمان أنها كانت على الأرجح أخت زوجة أحد أشقاء موريس، مما يجعل أثينوجينيس ابن عم لابنة أخت الإمبراطور ولكن ليس قريب لهم بالدم للإمبراطور. إذا كان هذا صحيحًا، فقد يكون ابن عم دوميتيان المليتيني.
يُشير موسكوس إلى أثينوجينيس بلقب أبا (رئيس الدير). وبحسب موسكوس، الذي استمد تقريره من راهب عجوز يدعى أثناسيوس، الذي زار أثينوجينس، كان هناك في ذلك الوقت راهب عمودي في أبرشية البتراء يمارس شكلاً متطرفاً من الزهد. ولم يكن لديه سلم ولم يسمح للزوار بالصعود إلى عموده. وكان مطلوبًا منهم الصراخ من مسافة بعيدة ولم يُسمح لهم إلا بالاقتراب من قاعدة العمود لمناقشة الأمور الشخصية.

## الفهرس
- Blánquez Pérez، Carmen (2014). "بار صوما مقابل دوشارا: تنصير البتراء والمناطق المحيطة بها". في Ana de Francisco Heredero؛ David Hernández de la Fuente؛ Susana Torres Prieto (المحررون). وجهات نظر جديدة حول العصور القديمة المتأخرة في الإمبراطورية الرومانية الشرقية. Cambridge Scholars Publishing. ص. 32–47.
- Caldwell، Robert Chrisman (2001). بين الدولة والسهوب: أدلة جديدة على المجتمع في جنوب شرق الأردن في القرن السادس (Ph.D. dissertation). University of Michigan. بروكويست 3016813
- Fiema، Zbigniew T. (2001). "Byzantine Petra: A Reassessment". في Thomas S. Burns؛ John W. Eadie (المحررون). المراكز الحضرية والسياقات الريفية في أواخر العصور القديمة. Michigan State University Press. ص. 111–131.
- Goubert، Paul (1941). "موريس والجيش: ملاحظة حول مكان الأصل وعائلة الإمبراطور موريس (582–602)". Revue des études byzantines ع. 199–200: 383–413. مؤرشف من الأصل في 2024-12-22.
- Honigmann، Ernest (1953). "مطرانان من أقارب الإمبراطور موريس: دوميتيانوس من مليتين (حوالي 580 – 12 يناير 602) وأثينوجينس من بترا". Patristic Studies. Vatican City: Biblioteca Apostolica Vaticana. ص. 217–225.
- Moschus، Jean (1946). Rouët de Journel، M.-J. (المحرر). Le Pré spirituel. Éditions du Cerf.
- Schick، Robert (1995). الجماعات المسيحية في فلسطين من العهد البيزنطي إلى الحكم الإسلامي: دراسة تاريخية وأثرية. Darwin Press.